# The Flame in All of Us
The Flame in All of Us es el cuarto álbum de la banda Thousand Foot Krutch. El álbum fue lanzado el 18 de septiembre de 2007 hasta el Tooth & Nail Records. Se entró en las listas en el puesto número 58 en el Billboard 200. La banda grabó el álbum con el productor Ken Andrews (Pete Yorn, Mae) en Los Ángeles en la primavera de 2007. El CD es una interpretación de las preguntas más apremiantes de la vida se le preguntó por cada persona a caminar por la tierra. Una edición especial de The Flame in All of Us fue lanzado al mismo tiempo, con un DVD que detalla la elaboración del expediente. Esta fue la primera vez que la banda ha dejado a sus fanáticos en el detrás de cámaras de la grabación.

## Listado de canciones
| Album release |                          |          |  |
| N.º           | Título                   | Duración |  |
| 1.            | «The Flame in All of Us» | 3:22     |  |
| 2.            | «Falls Apart»            | 3:35     |  |
| 3.            | «New Drug»               | 2:44     |  |
| 4.            | «What Do We Know»        | 3:19     |  |
| 5.            | «Favorite Disease»       | 3:47     |  |
| 6.            | «My Home»                | 3:41     |  |
| 7.            | «My Own Enemy»           | 3:01     |  |
| 8.            | «Learn to Breathe»       | 4:08     |  |
| 9.            | «Inhuman»                | 4:06     |  |
| 10.           | «Broken Wing»            | 3:55     |  |
| 11.           | «The Safest Place»       | 4:08     |  |
| 12.           | «Wish You Well»          | 7:44     |  |

## Personal
- Trevor McNevan - vocalista, guitarrista
- Steve Augustine - baterista
- Joel Bruyere - bajista